# سيزار أوكتافيو مادرايغال دياز
سيزار أوكتافيو مادرايغال دياز هو سياسي مكسيكي، ولد في 30 يناير 1974 في غوادالاخارا في المكسيك. نشط حزبياً في حزب العمل الوطني. وقد انتخب عضو مجلس النواب المكسيك ‏.